# Albanella

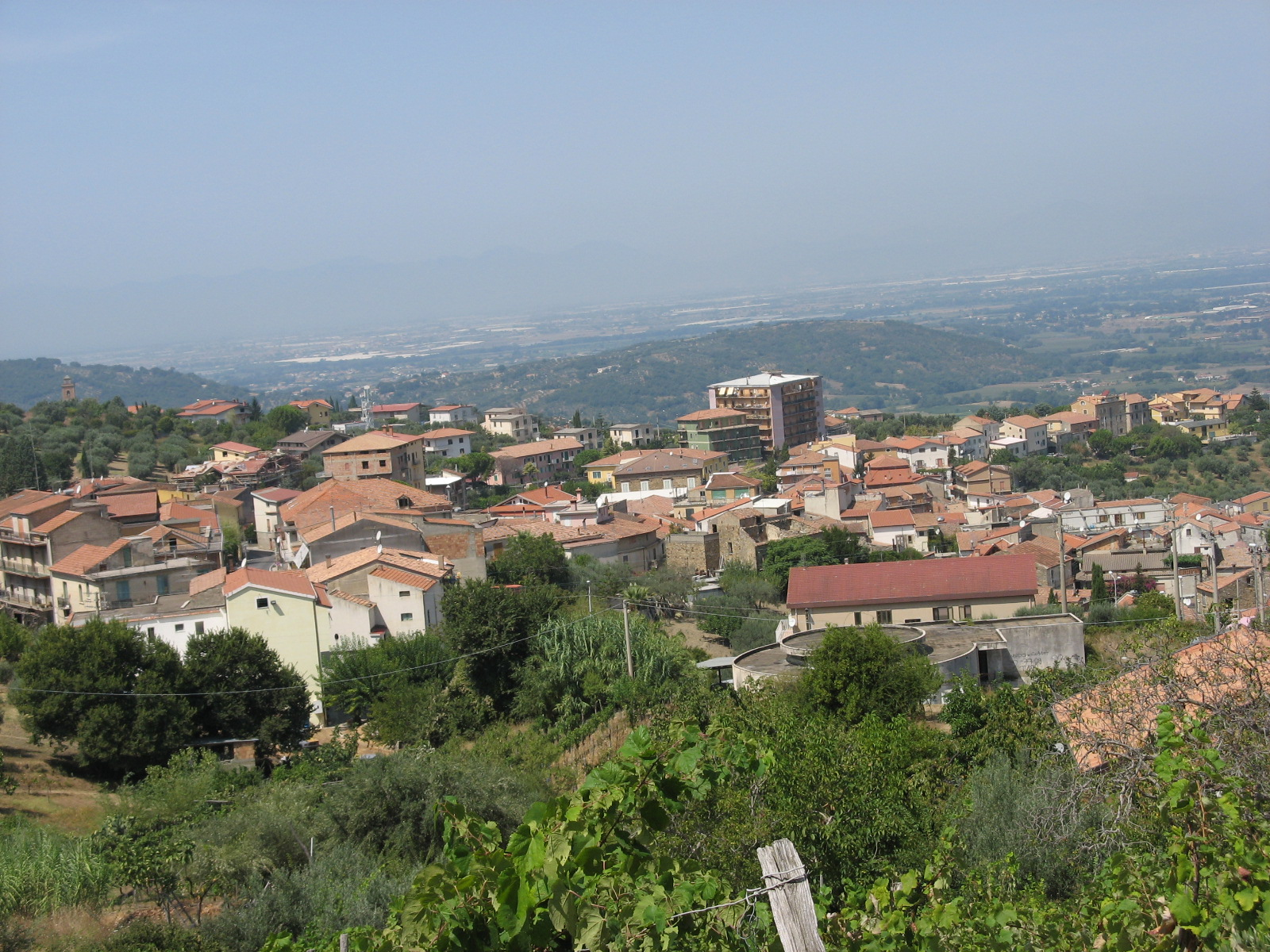
Albanella

Albanella ist eine italienische Gemeinde mit 6305 Einwohnern (Stand 31. Dezember 2023) in der Provinz Salerno in der Region Kampanien.

## Geografie
Die Nachbargemeinden sind Altavilla Silentina, Capaccio, Castelcivita, Eboli, Roccadaspide und Serre. Die Ortsteile (frazioni) sind Borgo San Cesareo, Bosco Camerine, Cerrina, Forestelle, Matinella, San Chirico, San Nicola (Albanella) und Tempa delle Guardie. Der Ort grenzt am Nationalpark Cilento und Vallo di Diano und ist Teil der Comunità Montana del Calore Salernitano.